# Ancistroceroides ambiguus
Ancistroceroides ambiguus är en stekelart som först beskrevs av Spinosa.  Ancistroceroides ambiguus ingår i släktet Ancistroceroides och familjen Eumenidae. Inga underarter finns listade i Catalogue of Life.